# جواو فيتور
جواو فيتور هو لاعب كرة قدم برتغالي في مركز الدفاع، ولد في 13 سبتمبر 1987 في ساير في سويسرا. لعب مع نادي بورتيمونينسي.